# Cortesse
Juan Carlos Cortés (Victoria, Región de la Araucanía) más conocido por su nombre artístico Cortesse, es un cantante, compositor, músico y productor de pop chileno.
Comenzó su carrera musical a los 14 años y en 2023 lanzó su disco debut "Cerca". Ha presentado su música en diferentes festivales a lo largo de Chile, y en países como Perú y Argentina 
En 2020, colaboró junto a un grupo de músicos de diferentes partes del mundo en el sencillo "Vamos los dos", grabado por el cantautor chileno Manuel García. 

## Biografía
Cortesse se inició en la música gracias a sus padres quienes participaban en coros de iglesia. A los 14 años comenzó a componer y producir sus propias canciones. Años después, se integró a conjuntos de música folclórica en la ciudad de Victoria, presentándose en diferentes festivales de música desarrollados en la misma ciudad.
Al cumplir la mayoría de edad, viajó a Santiago a estudiar composición musical en la Escuela Moderna de Música y Danza. Ha presentado composiciones propias en diferentes festivales nacionales e internacionales como Festival Salisbury, Festival Centenario de Violeta Parra y Sofar Sounds Santiago. 
En 2018 publicó sus primeros sencillos "No hay nadie más" y "No te me vayas a enfermar", en los que incorporó sonidos de pop alternativo, melodías acústicas y arreglos minimalistas. Más tarde, publicó "Fotos del sur" (2020), una balada pop en la que exploró temáticas respecto a la experiencia de migrar a la ciudad desde su ciudad de origen. También trabajó como productor del disco "Personajes" (2023) del cantante chileno Julio Cañas. 
En 2020, fue seleccionado entre un grupo de 600 músicos de diferentes partes del mundo para ser parte del sencillo "Vamos los dos", grabado por el cantautor chileno Manuel García junto a 82 artistas durante el periodo de restricciones sanitarias por la pandemia de Covid-19. Cortesse también plasmó sus propias vivencias en el periodo de cuarentena en los sencillos "Detrás de la pantalla" (2022)  y "<3" (2022).
En 2023 publicó su disco debut "Cerca", que contó con colaboraciones de la cantante y compositora chilena Anne, exparticipante de The Voice Chile. 

## Discografía

### Sencillos
- No te me vayas a enfermar (2018)
- No hay nadie más (2018)
- Fotos del sur (2020)
- <3 (2022)
- Detrás de la pantalla (2022)
- Caer ft. Anne (2023)
- Cerca (2023)
- Cerca (acústica) (2024)
- No es que yo vaya a tu casa (2024)
- Alguien como tú ft. Sofia Becerra (2024)
- 3.000 kilómetros (2025)
- El perdedor (2025)

### Discos
- Cerca (2023)
- ¿Esto es querer morir de amor? (2024)

### Como productor
- Personajes - Julio Cañas (2023)